# Aktív felidézés
Az aktív felidézés a hatékony tanulás egyik alapelve, mely szerint az emlékezetet aktívan kell stimulálni a tanulási folyamat során. Ellentéte a passzív átnézés, melynek során a megtanulandó anyagot passzívan ismétli az alany, például olvasás, tévénézés stb. formájában.
Például ha csak ismételten elolvasunk egy szócikket István királyról, az passzív átnézésnek minősül. Ha viszont az olvasás után megpróbálunk válaszolni a kérdésre "Ki volt az első magyar király?", az már aktív felidézés.
Az aktív felidézés sokkal hatékonyabban segíti az emlékek berögződését a hosszútávú memóriába. A vizsga előtti gyors átolvasás ezzel szemben nem eredményez tartós emlékeket, kivéve, ha utána megpróbáljuk visszaidézni az elolvasottakat.